# Lucius Æmilius Lepidus Paullus
Pour les articles homonymes, voir Aemilius Lepidus et Aemilius Paullus.
Lucius Aemilius Lepidus Paullus (mort en 13 av. J.-C.) est un  sénateur romain de la fin de la République romaine et du règne d'Auguste. Il est consul suffect en 34 av. J.-C. et censeur en 22 av. J.-C.
Son nom apparaît dans les sources de différentes manières : Aemilius Paullus, Paullus Aemilius, Aemilius Lepidus Paullus et Paullus Aemilius Lepidus.

## Famille
Paullus est un membre de la gens Aemilia. Il est le petit-fils de Marcus Æmilius Lepidus, consul en 78 av. J.-C. et d'Appuleia, fille de Lucius Appuleius Saturninus, de par leur fils Lucius Æmilius Paullus, consul en 50 av. J.-C. Son oncle paternel Marcus Aemilius Lepidus, dit Lépide, est membre du second triumvirat de 43 à 36 av. J.-C.
Il épouse Cornelia Scipio, la demi-sœur maternelle de Julia l'Aînée, la fille de Auguste. Cornelia est en effet la fille de Scribonia et de Publius Cornelius Scipio Salvito. Le couple a trois enfants Lucius Aemilius Paullus, consul en 1 apr. J.-C., Marcus Aemilius Lepidus, consul en 6 apr. J.-C. et enfin Aemilia Paula, qui épousera Lucius Munatius Plancus (en), consul en 13 apr. J.-C., fils de Lucius Munatius Plancus, le futur collègue de son père à la censure.
Properce consacre une de ses Élégies à Cornelia Scipio, à la suite de son décès, qui commence ainsi « Cesse, Paulus, d'inonder ma tombe de tes larmes... », Cornelia consolant son mari de sa propre mort. Sur sa famille, Properce fait dire à la défunte que « cependant j'ai acquis les honneurs d'une heureuse fécondité, et le destin qui m'enlève ne m'a point trouvée stérile. Lepidus, Paulus, que j'aimé à vous voir me survivre ! c'est dans vos bras que j'ai fermé les yeux. J'ai vu mon frère s'asseoir deux fois sur la chaise curule, et prendre les faisceaux l'année même que je lui fus ravie. Pour toi, ma fille, qui rappelles par ta naissance la censure de ton père, imite mon exemple ; ne sois jamais qu'à un seul époux, et, tous, perpétuez une illustre famille. Je quitte sans répugnance une vie que tant de maux pourraient flétrir. Le dernier est le plus beau triomphe d'une femme, c'est le libre souvenir qu'on en garde après sa mort ».
Après la mort de Cornelia Scipio, il épouse Claudia Marcella la Jeune, la fille de Gaius Claudius Marcellus et d'Octavie la Jeune, sœur d'Auguste. Elle lui donne peut-être un fils : Paullus Aemilius Regillus (en) qui est questeur sous Tibère.
Sa veuve se remarie à Marcus Valerius Messalla Messallinus, fils de Marcus Valerius Messalla Corvinus. Ils sont parents avec Marcus Valerius Messalla Barbatus. Sa fille est la seconde femme de Publius Quinctilius Varus.

## Biographie
Il fuit Rome avec son père qui est proscrit en 43 av. J.-C. par son propre frère Lépide. Il est vraisemblablement proscrit lui-même et rejoint Marcus Junius Brutus. Il se voit peut-être confier la Crète, c'est en tout cas là qu'il se trouve après la bataille de Philippes et la mort des chefs républicains. Il fait voile avec une partie des troupes républicains qui a trouvé refuge sur l'île vers la mer Ionienne. Il se rallie ensuite à Octavien dans la guerre sicilienne contre Sextus Pompée en 36 av. J.-C.
En 34 av. J.-C., il obtient le consulat suffect et entame son mandat le 1er juillet. Il dédicace la basilique Æmilia sur le Forum Romanum, initialement reconstituée par son père, mais la reconstruction est terminée lors de son consulat avec ses propres fonds,. Il succède à Lucius Sempronius Atratinus et Lucius Scribonius Libo et partage le consulat avec Caius Memmius puis Marcus Herennius.
Il intègre le collège des augures en 31 av. J.-C.
En 22 av. J.-C., il devient censeur aux côtés de Lucius Munatius Plancus,,,,. Ce sont les derniers censeurs désignés, car leur exercice est très contesté par toute la communauté politique de l'époque, principalement pour illégitimité et incompétence. Le premier jour de leur prise de fonction, la tribune sur laquelle ils devaient monter s'effondra. Les deux censeurs durent renoncer à leur fonction à la suite de ce mauvais présage.
Il décède en l'an 13 av. J.-C.